# Rubeši
 Rubeši   (olaszul: Rubessi) falu Horvátországban, Tengermellék-Hegyvidék megyében. Közigazgatásilag Kastavhoz tartozik.

## Fekvése
Fiume központjától 9 km-re északnyugatra, községközpontjától 1 km-re délnyugatra a Kvarner-öböl északi csücske felett az A7-es autópálya mellett fekszik.

## Története
Az i. e. 6. századtól az illír japodok törzse élt ezen a területen. A japodok és a rómaiak után a keleti gótok és a bizánciak uralma következett. A szlávok a 7. században érkeztek ide, azután a frankok, majd a horvát nemzeti királyok uralkodtak itt. 1116-ban az isztriai területekkel együtt egészen Fiuméig az aquileai pátriárka és vazallusai a duinói grófok igazgatása alá került. 1399-ben a duinói grófok kihalása után a Walsee grófi család birtokába jutott. 
1857-ben 339, 1910-ben 647 lakosa volt. Az első világháború után az Olasz Királyság szerezte meg ezt a területet, majd az olaszok háborúból kilépése után 1943-ban német megszállás alá került. 1945 után a területet Jugoszláviához csatolták, majd ennek széthullása után a független Horvátország része lett. 2001-ben 1722 lakosa volt, 2011-ben lakosságát már Kastav városához számították.

## Lakosság
| Lakosság változása | Lakosság változása | Lakosság változása | Lakosság változása | Lakosság változása | Lakosság változása | Lakosság változása | Lakosság változása | Lakosság változása | Lakosság változása | Lakosság változása | Lakosság változása | Lakosság változása | Lakosság változása | Lakosság változása | Lakosság változása |
| ------------------ | ------------------ | ------------------ | ------------------ | ------------------ | ------------------ | ------------------ | ------------------ | ------------------ | ------------------ | ------------------ | ------------------ | ------------------ | ------------------ | ------------------ | ------------------ |
| 1857               | 1869               | 1880               | 1890               | 1900               | 1910               | 1921               | 1931               | 1948               | 1953               | 1961               | 1971               | 1981               | 1991               | 2001               | 2011               |
| 339                | 373                | 405                | 512                | 582                | 647                | 145                | 485                | 307                | 340                | 385                | 464                | 860                | 1627               | 1722               | 0                  |

## Nevezetességei
Mihály arkangyal tiszteletére szentelt kápolnájának építési ideje nem ismert. Első említése az 1658-as egyházlátogatáskor történt. Ekkor feljegyzik, hogy felszentelt oltára van régi módon készített oltárképpel. Az épületet 1850-ben majd 1896-ban újították meg, amikor előcsarnokát építették. Nyitott harangtornya a homlokzat felett áll. Harangját 1629-ben öntötték és 1990-ig a kastavi temetőben álló Szent Lúcia kápolna harangja volt. Ekkor a Szent Lúcia kápolnába új harangot hozattak és az eredeti visszakerült a Szent Mihály kápolnába. A kápolnát utoljára 2004-ben újították.